# Lissandro Formica
Lissandro Formica (művésznevén: Lissandro) (Moselle, 2009. október 3. –  ) francia gyermekénekes. A 2022-es Junior Eurovíziós Dalfesztivál győztese, aki Franciaországot képviselte Jerevánban Oh Maman! (magyarul: Ó, anya!) című dalával.

## Pályafutása
2022-ben őt választotta ki az France Télévisions, hogy képviselje hazáját a Jerevánban megrendezésre kerülő Junior Eurovíziós Dalfesztiválon. Oh maman! című szerzeménye, október 28-án mutatták be.
A december 11-én rendezett dalverseny döntőjében fellépési sorrendben hatodik, az olasz Chanel Dilecta BLA BLA BLA című dala után és az albán Kejtlin Gjata Pakëz diell című dala előtt lépett fel. A szavazás során a zsűri szavazást megnyerte 132 ponttal (Hollandiától és Olaszországtól maximális pontot kapott), míg a nézői szavazáson összesítésben harmadik helyen végzett 71 ponttal, így összesítésben 203 ponttal megnyerte a versenyt és megszerezte Franciaország második junior eurovíziós győzelmét.

## Diszkográfia

### Kislemezek
- Oh maman! (2022)